# Puysegur Point Lighthouse
Puysegur Point Lighthouse ist ein Leuchtturm auf dem Kap des Puysegur Point an der Südwestküste der Region Southland im Süden der Südinsel von Neuseeland. Er wird von Maritime New Zealand betrieben.
Der erste Leuchtturm war eine Holzkonstruktion. Da man die Bauteile nicht beim Leuchtturm anlanden konnte, musste man sie etwa 3 km durch den Busch transportieren. Die damals verwendete Strecke diente bis zur Umstellung auf Hubschrauber im Jahre 1977 der Versorgung des Leuchtturmes.
Der Turm wurde im  Februar 1879 fertiggestellt und im März in Betrieb genommen. 1942 wurde der Turm durch Brandstiftung zerstört, wobei das Feuer in einem der ebenfalls angezündeten Häuser des Leuchtturmwärters gelöscht werden konnte, ohne dass viel Schaden entstand.
Als Ersatz wurde im Januar 1943 der nur 5 m hohe eiserne Kopf des Leuchtturmes von Godley Head auf einem Betonsockel installiert. Das Öllicht wurde durch ein elektrisches Leuchtfeuer ersetzt, das von einem Dieselgenerator versorgt wurde.
1980 wurde der Leuchtturm stillgelegt und durch zwei automatische Leuchtfeuer auf Cape Providence und Windsor Point ersetzt. Als letzteres 1987 abgeschaltet wurde, wurde der Leuchtturm wieder in Betrieb genommen. Erst 1990 verließ der letzte Leuchtturmwärter den Turm, er war damit einer der letzten bemannten Leuchttürme Neuseelands. Zeitweilig waren zuvor drei verheiratete Leuchtturmwärter stationiert.
Aus Beschwerden der Leuchtturmwärter ist zu entnehmen, dass der Dienst hier wegen des rauen Wetters, zahlreich vorkommender Sandflies und mangelnder Versorgung mit frischen Lebensmitteln als besonders hart angesehen wurde.
1996 wurde das Leuchtfeuer durch ein moderneres, rotierendes Leuchtfeuer ersetzt, dessen 35-Watt-Halogenlampe von über Solarzellen geladenen Akkumulatoren gespeist wird. Der Leuchtturm wird wie alle anderen Leuchttürme Neuseelands von einem Kontrollraum in Wellington aus gesteuert.
Der Standort des Turmes ist öffentlich zugänglich, aber schwer zu erreichen. Der Turm selbst ist nicht zugänglich. Daneben ist von der Station nur noch eines der Gebäude erhalten.